# Hayde Lachino
Hayde Lachino (Morelia, Michoacán, 19 de mayo de 1967) es una investigadora, productora, gestora cultural y videoartista mexicana interesada por la escritura coreográfica en diversas plataformas.

## Trayectoria
Es egresada de Coreografía por CICO-INBA, licenciada en Gestión Cultural por la Universidad de Guadalajara y egresada de la carrera de Filosofía por la UNAM. Cursa la Maestría en filosofía política en la Universidad Nacional de Quilmes.
Es realizadora de varios documentales y cortometrajes que se han exhibido en diversos países y en festivales de videoarte y videodanza. Realizó Turnign (around), elegido entre los 10 mejores videos de entre 260 obras que concursaron en el 60secondsdance. Participó en la competencia oficial de los festivales de danza en la pantalla en Finlandia y Dinamarca. 
Dirigió la compañía de danza La Nao, con la que se presentó en distintos foros de México y en festivales internacionales. Ha sido la productora ejecutiva de encuentros internacionales, como el 2.º Encuentro Cultura de Red en Brasilia, Brasil y el 3.º Encuentro Latinoamericano de Gestores de Danza en México, así como de puestas en escena como Last Dance de Alberto de León, nominada a las Lunas del Auditorio, y Multitud, de Tamara Cubas, obra declarada de interés nacional por el Ministerio de Cultura de Uruguay y que se presentó en el festival Santiago a Mil en Chile y en la Bienal de Arte de La Habana, Cuba. 
Colabora como dramaturgista de compañías de teatro en México. Trabaja con instituciones mexicanas y latinoamericanas articulando proyectos culturales y como asesora en materia de políticas públicas para la danza. Es autora de libros dedicados a la danza y a la cultura editados por universidades mexicanas, así como ensayos publicados en revistas nacionales e internacionales. Ha sido columnista invitada en diversos periódicos en México y el extranjero. Como periodista, colaboró en diversos periódicos mexicanos como El Universal, La Jornada, Reforma, Frontera Norte. Fue crítica de danza de la revista Tiempo Libre, columnista de La Tempestad, Revista Variopinto, Paso de Gato y publicaciones internacionales.
Escribió para catálogos de arte del Instituto Nacional de Bellas Artes (INBA), el Festival Internacional Cervantino, Festival de México en el Centro Histórico y otros. Dirigió la Revista Interdanza, publicación digital de la Coordinación Nacional de Danza del INBA. Es coautora del libro Videodanza: de la escena a la pantalla, editado por la UNAM. Es autora de capítulos de libros publicados por la Universidad de Guadalajara, El Colegio de México y la Benemérita Universidad Autónoma de Puebla. Editó libros de arte para instituciones como la Universidad Autónoma del Estado de México
Dirige la Editorial Nicolasa, dedicada a la danza y conformada por un equipo de editores y diseñadores que busca llegar a todo tipo de público, no sólo a los profesionales o especialistas en este arte. Colabora en diversas publicaciones nacionales e internacionales sobre temas de artes escénicas, arte político, espacio público y cuerpo. Ha recibido apoyos del FONCA, Iberescena y Centro Multimedia.

## Gestión cultural
Como gestora cultural, ha curado y producido exposiciones de artistas plásticos de Latinoamérica. Es responsable de proyectos de artes visuales de la Casa de Cultura de la Universidad Autónoma del Estado de México.
Con la coreógrafa uruguaya Tamara Cubas trabajó en un proyecto llamado Multitud, que ganó un apoyo de Iberescena, y más tarde produjo su exposición Las formas de la ausencia, mientras que con el artista uruguayo Carlos Palleiro, curó su muestra Dibujo puro dibujo.
Como gestora de la Red Suramericana de Danza, participó en el Tercer Encuentro de Gestores de Danza, que se llevó a cabo en 2013 en el Centro Cultural Clavijero. Además, fue parte del jurado del Festival Internacional de Danza de Calle en Guanajuato en 2019

## Videodanza
La formación inicial de Hayde Lachino en danza comenzó en el Centro de Investigaciones Coreográficas (CICO) del INBA. Ahí reencontró la conexión y experiencia con su cuerpo. Fue en ese momento cuando inició su trayectoria en la danza, aunque después su trabajó se ubicó entre ésta y el teatro.
Ha fundado y dirigido las Jornadas Internacionales de Videodanza-México y fue codirectora del Festival Internacional de Danza y Medios Electrónicos. También organizó un ciclo de videodanza para el festival Un desierto para la danza 15, que se llevó a cabo en abril de 2007 en Sonora.

## Publicaciones
- Perderse Juntos, Universidad Autónoma del Estado de México, 2017.
- Danza y tecnología, México Coreográfico. Edit. Secretaría de Cultura/Instituto Nacional de Bellas Artes, 2017.
- Apropiación tecnológica, redes culturales y construcción de comunidad, Universidad de Guadalajara/Sistema de Universidad Virtual, 2016.
- El Gesto: Crear una lectura, Escena: Revista de las artes, 2016.
- Videodanza: de la escena a la pantalla. UNAM, Dirección de Danza de la UNAM, 2012.